# Scheschonq V.
Scheschonq V. war von etwa 774 bis 736 v. Chr. ein altägyptischer Pharao (König) der 22. Dynastie (Dritte Zwischenzeit). Er war der Sohn und Nachfolger des Pami.

## Titulatur
- Horus-, Gold- und Nebtiname: Reich an Kraft
- Thronname: Mit großer Gestalt, ein Re (Erwählter des Re)
- Eigenname: Scheschonq (Geliebter des Amun, Sohn des Bastet, Gott, Herrscher von Heliopolis)

Ab dem 30. Jahr:
- Horus-Name: Starker Stier, der in Theben erscheint, den Re inthronisiert hat als König um die beiden Länder zu organisieren
- Nebti-Name: Der die Gestalten groß macht, mit großen Wundertaten wie sein Vater Amun
- Goldname: Mit großer Kraft, der die Neun Bogen (die Feinde Ägyptens) schlägt

## Herrschaft
Vor seinem Regierungsantritt nach dem Tod seines Vaters war er möglicherweise Hohepriester des Amun in Tanis. Aus den ersten Jahren seiner Regierung gibt es kaum Bautätigkeit. Erst etwa ab dem 30. Jahr (seinem 1. Sedfest) ist eine umfangreiche Bautätigkeit in Tanis bekannt.
Die höchsten Regierungsjahre sind das 37. Jahr (Apisbegräbnis, Stele des memphitischen Priesters Pasenhor mit für die Chronologie der Zeit wichtiger Genealogie) und das 38. Jahr (Schenkungsstele des Tefnachte aus Buto; Kartuschen leer, aber Scheschonq V. zuzuweisen).
Gleichzeitig regierende Pharaonen der 22. Dynastie sind Osorkon III., Takelot III. und Ini (Aston). Hohepriester des Amun in Theben ist Takelot. Gegen Ende der Herrschaft Scheschonq V. wird Tefnachte von Sais (Nachfolger des Anchhor im Westdeltafürstentum) im Nildelta beherrschend.

## Nachfolge
Sein Nachfolger war Osorkon IV. (nach A. Leahy, D. A. Aston der von ihnen eingeschobene Padibastet II. bzw. Petubastis II.), der der Sohn von Scheschonq V. mit Tadibastet war.